# Recep Yıldırım (ATB)
Recep Yıldırım ist eine Persönlichkeit des Islams in Deutschland und in Europa türkischer Staatsangehörigkeit. Er war bis Mai 2011 Vorsitzender des Verbandes der türkischen Kulturvereine in Europa (türk. Avrupa Türk Kültür Dernekleri Birliği), Kurzform Avrupa Türk Birliği (ATB).
Yıldırım ist Mitglied der islamistisch-nationalistischen Partei Büyük Birlik Partisi (BBP, deutsch Partei der Großen Einheit oder Große Einheitspartei), der Mutterpartei des Verbandes der türkischen Kulturvereine in Europa. Für die BBP kandidierte er bei den Parlamentswahlen 2015 als Abgeordneter für den 3. Wahlbezirk Istanbuls, wurde aber nicht gewählt.
Recep Yıldırım war einer der Unterzeichner der Botschaft aus Amman (Amman Message), wobei er unter den Unterzeichnern aus Deutschland aufgelistet ist.